# Aldina Duarte
Aldina Maria Miguel Duarte (* 22. Juli 1967 in Lissabon) ist eine Sängerin des portugiesischen Musikstils Fado.

## Vorgeschichte
Geboren ist sie am 22. Juli 1967 in einem Viertel des Sozialen Wohnungsbaus von Chelas, einem Stadtteil von Lissabon. Sie sang in einer Band, die sich besonders durch Theater-beeinflusste Live-Auftritte hervortat, namens „Valdez e as Piranhas Douradas“, u. a. mit dem Schauspieler Pedro Wilson.
Erst mit 24 Jahren war sie das erste Mal in einem Fado-Lokal im Bairro Alto. Sie spielte im Film Xavier von Manuel Mozos mit, wo sie den Fado A rua do capelão sang. Später sang sie regelmäßig im Fado-Club „A Sé“ in Lissabon und etablierte sich langsam in der Fado-Szene.
Duarte arbeitete bei EMI Portugal und war auch an Alben von Camané beteiligt, mit dem sie auch verheiratet war.

## Leben
2004 nahm sie ihr erstes Album auf, Apenas o amor, das sich am traditionellen Fado-Liedgut (Fado menor, Fado bailado, Fado carriche, Fado das horas, Fado Tango, Fado laranja) orientierte. So war es der Altmeister des modernen Fados, Carlos do Carmo, der sie zu mehr Auftritten, mehr Training und auch zur ersten Aufnahme animierte. Die etablierten Musiker Carlos Manuel Proença (klassische Gitarre, portugiesisch: „Viola“) und José Manuel Neto (Portugiesische Gitarre) spielten für sie bei ihren Debüt-Aufnahmen (und begleiten sie bis heute).
2009 erschien – auf Initiative der Journalistin und Direktorin des portugiesischen Filmmuseums Cinemateca Portuguesa Maria João Seixas, von Midas Filmes produziert und mit Unterstützung sowohl des Kulturamtes der Stadt Lissabon als auch der in Portugal stark vertretenen Fnac-Handelskette – eine Dokumentation von Manuel Mozos namens Aldina Duarte – Princesa Prometida (etwa: die versprochene oder auch die erwartete Prinzessin), die auch als DVD (ohne deutschen Ton, nur portugiesische Tonspur, mit englischen und französischen Untertiteln) erschienen ist.
Zuletzt sang sie als „resident artist“ im Fado-Lokal „Sr.Vinho“ im Lissabonner Stadtteil Lapa. Die Gedichtsantologie DIGA 33 von 2008 beinhaltete auch das Gedicht Princesa prometida von Aldina Duarte. 2009 trat sie als Fadosängerin in Eugène Greens Film The portuguese nun auf, in dem außerdem Camané als männlicher Fadosänger einen Auftritt hatte.

## Diskografie
- Apenas o amor (EMI 2004)[2]
- Crua (EMI 2006)
- Mulheres ao espelho (Roda-Lá Music/Universal 2008)
- Contos de Fados (Roda-Lá 2011)
- Romance (2015)
- Quando se ama loucamente (2017)
- Roubados (2019)
- Tudo recomeça (2022)

## Videoalben
- Fado today (Immortal, 2001) Musik-DVD[2]
- Aldina Duarte – Princesa Prometida (Midas Filmes, 2009) DVD